# James Maybrick
Pour les articles homonymes, voir Maybrick.
 (décembre 2016).
Si vous disposez d'ouvrages ou d'articles de référence ou si vous connaissez des sites web de qualité traitant du thème abordé ici, merci de compléter l'article en donnant les références utiles à sa vérifiabilité et en les liant à la section « Notes et références ».
James Maybrick est un négociant en coton anglais, né le 25 octobre 1838 et mort le 11 mai 1889, prétendument victime d'un empoisonnement commis par sa femme. En 1991, un canular prétend l'identifier au tueur en série Jack l'Éventreur.

## La vie
James Maybrick naît en 1838 dans une famille aisée. Il devient négociant en coton en reprenant la charge familiale, il semble même que ses affaires soient florissantes. Toutefois, Maybrick n'est pas du genre à participer à la vie mondaine du Londres de la période victorienne.
En dépit de ses talents de négociant et de la prospérité de son commerce, Maybrick semble traumatisé par certains éléments de sa vie. D'une part, il est consommateur d'opium et se drogue avec un mélange détonant d'arsenic et de strychnine supposé guérir sa malaria, contractée lors d'un voyage en Afrique lié à son activité professionnelle ; d'autre part, il endure l'adultère de sa jeune femme Florence, de 24 ans sa cadette, tandis qu'il a de son côté une maîtresse, avec qui il a des enfants.
James Maybrick meurt en 1889, vraisemblablement empoisonné par sa femme (quoique certains membres de son entourage aient imputé son décès subit à sa dépendance chronique à l'opium et à une réaction produite par le « remède » qu'il absorbait depuis des années). Jugée, Florence Maybrick est condamnée à mort par pendaison, mais graciée par la reine Victoria et voit sa peine commuée en 15 ans de réclusion ; elle quitte la prison en 1904.

## Le journal intime de James Maybrick
En 1991, dans un quartier ouvrier de Liverpool, un dénommé Michael Barrett affirme avoir reçu des mains d'un de ses amis un étrange cadeau. Il s'agit d'un manuscrit d'une soixantaine de pages, censément rédigé par James Maybrick. Ce journal intime (dont certaines pages ont été arrachées) dépeint Maybrick comme l'auteur des cinq meurtres imputés à Jack l'Éventreur.
Le journal est confié par la suite à un laboratoire d'analyses et passé au microscope à balayage électronique. Cette analyse accréditerait le fait que le manuscrit était bien de l'époque victorienne mais l'authenticité du document reste douteuse pour la plupart des scientifiques qui s'accordent à dire que le journal est un canular fabriqué a posteriori.
En 1995, Michael Barret confesse avoir fabriqué ce journal puis se rétracte, ce qui ajoute encore à la confusion concernant cette affaire.
Plusieurs critiques rejettent la véracité du journal et nient la thèse de l'identité Maybrick/Jack l'Éventreur. Parmi les arguments avancés figure l'âge de Maybrick. Ce dernier avait 50 ans lors du premier meurtre ; or, il est rarissime que ce type de criminel soit aussi âgé. De plus, Maybrick se déplaçait assez difficilement et avait la vue basse, alors que le meurtrier devait avoir la main sûre pour procéder à des mutilations aussi précises et aussi rapidement exécutées.